# Ирландская лига американского футбола
Ирландская лига американского футбола, ИАФЛ (англ. Irish American Football League, IAFL) — организация, проводящая ежегодный чемпионат по американскому футболу с участием команд из Ирландии и Северной Ирландии. Лига основана в 1984 году, первый чемпионат прошёл в 1986 году. В состав лиги входит двадцать команд. Девять выступают в высшем дивизионе — Конференции Шемрок Боул. По итогам плей-офф конференции определяется победитель чемпионата. Одиннадцать команд играют в Конференции ИАФЛ-1, победитель которой по итогам сезона поднимается в дивизион выше. До 2017 года функционировала Конференция ИАФЛ-2. Также организация проводит чемпионат по флаг-футболу, в котором выступает девятнадцать команд, объединённых в Конференцию Эмеральд Боул. 
Действующим победителем чемпионата является команда «Корк Эдмиралс».

## История
Первый матч по американскому футболу на территории Ирландии состоялся в 1942 году в Белфасте. В игре участвовали американские военнослужащие, а целью матча был сбор денег для Красного креста. Спустя четыре года возвращавшиеся с войны американские солдаты сыграли на стадионе «Кроук Парк» в Дублине.
Интерес к игре вновь появился в начале 1980-х годов, когда телевидение начало транслировать в стране игры чемпионатов НФЛ, Канадской футбольной лиги и NCAA. В 1984 году группа фанатов игры разместила объявление о поиске игроков. Просмотр и семинар, состоявшийся в Феникс-парке, посетило шестьдесят пять человек. Тогда же была создана первая команда — «Дублин Кельтс». Первый официальный матч она провела в октябре 1985 года на своём поле против английской команды «Бристоль Бомберс» и одержала победу со счётом 32:0. Успех «Кельтс» привёл к возникновению новых команд в Ирландии. В 1986 году они провели две игры в Англии, одержав победы над «Уиррал Вулфс» (14:0) и «Ньюкасл Сенаторз» (16:14). Летом того же года они выиграли турнир с участием четырёх команд, который привлёк внимание спонсоров и получил название Джек Дэниелс Саммер Боул. В 1986 году был проведён и первый национальный чемпионат — Шемрок Боул. Первым чемпионом стала команда «Крейгавон Коубойз», победившая «Кельтс» со счётом 6:0.
Первый полноценный сезон состоялся в 1987 году, когда к лиге присоединилось ещё одиннадцать команд. «Кельтс» провели чемпионат без поражений и в игре за Шемрок Боул II взяли реванш у «Коубойз». Победители получили приглашение сыграть в ЕвроБоуле в 1988 году. Первая международная игра завершилась поражением «Дублина» от австрийских «Грац Джайентс» 12:36. В 1989 году большая часть ирландских клубов играла в британской лиге CGL, где наибольшего успеха добился клуб «Антрим Бульдогс», дошедший до полуфинала плей-офф. Победителем Шемрок Боул IV вновь стали «Дублин Кельтс», выигравшие титул третий год подряд. В 1990 году был выигран первый матч в международных соревнованиях — «Кельтс» на своём поле со счётом 30:0 выиграли у «Барселоны Боксерс».
Гегемония «Кельтс» прервалась в 1993 году, когда их бывший тренер Дэйв Карран привёл к чемпионству клуб «Дублин Торнадос». Годом позже команда прошла чемпионат без поражений и выиграла Шемрок Боул VIII. После трёх успешных сезонов «Торнадос» уступили титул «Дублин Лайтнинг», выигравшим Шемрок Боул в 1996 году, всего через год после создания клуба. В 1997 году была создана Старшая лига (англ. Senior League), в которую вступила часть команд. Общее число клубов в стране в следующие три года существенно сократилось. В сезоне 1999 года в чемпионате приняло участие всего три команды и Старшая лига прекратила своё существование.
В 2000 году единственным событием в ирландском американском футболе стала игра национальной сборной против команды школы Маунт Сент-Джозефс из Мэриленда. На следующий год национальный чемпионат возобновился с участием четырёх клубов. Шемрок Боул XV завершился победой клуба «Дублин Ребелс». В 2002 году была создана Ирландская ассоциация американского футбола и реформирована структура лиги. В 2003 году в неё вступило три новых клуба, а Ребелс первой из ирландских команд выиграли международный турнир — Шарлеруа Трофи в Бельгии. В конце года «Каррикфергус Найтс» в Дублине выиграли товарищеский матч у молодёжной сборной Канады 34:6. В 2004 году финальная игра сезона собрала рекордное число зрителей. Доминирующей командой в тот период были «Ребелс», выигравшие четыре титула подряд. Конкуренцию им составляли «Белфаст Троянс» и «УЛ Вайкингс».
В 2008 году лига приняла решение создать дивизион DV8, матчи в котором должны были играться восемь на восемь. Игры в таком формате должны были подготовить новые команды к выступлениям на высоком уровне. Это также улучшило ситуацию с финансированием и притоком новых игроков. В 2012 году началась подготовка к изменению структуры проведения чемпионата. Предыдущая система из трёх уровней заменялась на двухуровневую, а в высшем дивизионе Конференции Шемрок Боул вводилось разделение на северную и южную часть. Это позволило командам проводить по восемь игр за сезон и способствовало росту уровня игры и конкуренции. В 2014 году была запущена юношеская футбольная программа.

## Структура
В высшем дивизионе лиги Конференции Шемрок Боул выступает девять команд, разбитых на подгруппы Север и Юг. Каждая команда проводит восемь игр в регулярном чемпионате, проходящем с марта по июль. Победители подгрупп выходят в полуфинал плей-офф, а команды, занявшие вторые и третьи места, проводят раунд уайлд-кард. Завершается плей-офф в августе игрой Шемрок Боул.
Второй уровень в структуре лиги — Конференция ИАФЛ-1, в которой выступают одиннадцать команд, разбитых на две подгруппы. Они также проводят по восемь игр регулярного сезона. Плей-офф проводится по той же схеме, что и в Конференции Шемрок Боул. Победитель Конференции ИАФЛ-1 получает право выступить в следующем сезоне в Конференции Шемрок Боул.

## Клубы

### Конференция Шэмрок Боул
| Клуб                      | Город   | Основан | Стадион                                      |
| Север                     | Север   | Север   | Север                                        |
| ------------------------- | ------- | ------- | -------------------------------------------- |
| Белфаст Найтс             | Белфаст | 1993    | «Шоу Бридж Спорт Ассосиэйшен»                |
| Белфаст Троянс            | Белфаст | 2006    | «Белфаст Арлекинс»                           |
| Лаут Маверикс             | Дандолк | 2012    | «Дандолк»                                    |
| Тринити Колледж Дублин    | Дублин  | 2008    | «Тринити Спортс Граундс»                     |
| Юниверсити Колледж Дублин | Дублин  | 2007    | «ЮКД Спортс Кампус»                          |
| Юг                        |         |         |                                              |
| Дублин Ребелс             | Дублин  | 1995    | «Спортслинк»                                 |
| Корк Эдмиралс             | Корк    | 2001    | «Презентейшн Бразерс Колледж Спортс Граундс» |
| Саут-Дублин Пантерс       | Лукан   | 2014    | «Нэшионал Спортс Кампус»                     |
| УЛ Вайкингс               | Лимерик | 1999    | «Богемианс Регби Клаб»                       |

### Конференция ИАФЛ-1
| Клуб                  | Город                | Основан | Стадион                                 |
| Север                 | Север                | Север   | Север                                   |
| --------------------- | -------------------- | ------- | --------------------------------------- |
| Антрим Джетс          | Антрим               | 2016    | «Антрим Форум Лейжер Сентр»             |
| Донегол/Дерри Вайперс | Леттеркенни, Драмахо | 2014    | «Лимавади Крикет энд Регби Футбол Клаб» |
| Крейгавон Коубойз     | Крейгавон            | 1986    | «Пиплз Парк»                            |
| Мит Бульдогс          | Ан-Уавь              | 2011    | «Сент-Патрикс Классикл Скул»            |
| НИ Рейзорбекс         | Белфаст              | 2015    | «Ньюфордж Кантри Клаб»                  |
| Юг                    |                      |         |                                         |
| Вест-Дублин Ринос     | Дублин               | 2008    | «Каслнок Колледж»                       |
| Голуэй Уорриорз       | Голуэй               | 2012    | «Сент-Мэри Колледж»                     |
| Килдэр Крусейдерс     | Килдэр               | 2017    | «Наас Спортс Сентр»                     |
| Норт-Дублин Пайрэтс   | Дублин               | 2015    | «Малахайд Регби Клуб»                   |
| Уэксфорд Иглс         | Гори                 | 2016    | «Гарден Сити Питч»                      |
| Уэстмит Минотаурс     | Маллингар            | 2011    | «Маллингар Регби Футбол Клаб»           |

## Результаты Шемрок Боула
В таблице приведены результаты финальных игр плей-офф, определяющего победителя чемпионата.
| Номер  | Год  | Чемпион            | Финалист               | Счет          |
| ------ | ---- | ------------------ | ---------------------- | ------------- |
| I      | 1986 | Крейгавон Коубойз  | Дублин Кельтс          | 6:2           |
| II     | 1987 | Дублин Кельтс      | Крейгавон Коубойз      | 43:25         |
| III    | 1988 | Дублин Кельтс      | Белфаст Блитцерс       | 34:6          |
| IV     | 1989 | Дублин Кельтс      | Антрим Бульдогс        | 7:6           |
| V      | 1990 | Крейгавон Коубойз  | Дублин Кельтс          | неизв.        |
| VI     | 1991 | Дублин Кельтс      | Антрим Бульдогс        | 44:0          |
| VII    | 1992 | Крейгавон Коубойз  | Антрим Бульдогс        | 14:6          |
| VIII   | 1993 | Дублин Торнадос    | Дублин Кельтс          | 22:2          |
| IX     | 1994 | Дублин Торнадос    | Каррикфергус Найтс     | 21:15         |
| X      | 1995 | Дублин Торнадос    | Каррикфергус Найтс     | 44:12         |
| XI     | 1996 | Дублин Лайтининг   | Дублин Торнадос        | 26:8          |
| XII    | 1997 | Каррикфергус Найтс | Дублин Буллз           | 21:0          |
| XIII   | 1998 | Каррикфергус Найтс | Дублин Тайгерс         | 22:14         |
| XIV    | 1999 | Дублин Тайгерс     | Каррикфергус Найтс     | 22:6          |
|        | 2000 | не проводился      | не проводился          | не проводился |
| XV     | 2001 | Дублин Ребелс      | Каррикфергус Найтс     | 28:7          |
| XVI    | 2002 | Каррикфергус Найтс | УЛ Вайкингс            | 66:0          |
| XVII   | 2003 | Дублин Ребелс      | Каррикфергус Найтс     | 24:12         |
| XVIII  | 2004 | Дублин Ребелс      | Каррикфергус Найтс     | 24:22         |
| XIX    | 2005 | Дублин Ребелс      | Белфаст Буллз          | 26:19         |
| XX     | 2006 | Дублин Ребелс      | УЛ Вайкингс            | 44:12         |
| XXI    | 2007 | УЛ Вайкингс        | Корк Эдмиралс          | 22:14         |
| XXII   | 2008 | УЛ Вайкингс        | Дублин Ребелс          | 14:12         |
| XXIII  | 2009 | УЛ Вайкингс        | Дублин Ребелс          | 9:6 ОТ        |
| XXIV   | 2010 | Дублин Ребелс      | УЛ Вайкингс            | 15:0          |
| XXV    | 2011 | Дублин Ребелс      | УЛ Вайкингс            | 14:13         |
| XXVI   | 2012 | Белфаст Троянс     | УЛ Вайкингс            | 16:14         |
| XXVII  | 2013 | Белфаст Троянс     | Дублин Ребелс          | 48:18         |
| XXVIII | 2014 | Белфаст Троянс     | Тринити Колледж Дублин | 7:0           |
| XXIX   | 2015 | Белфаст Троянс     | Тринити Колледж Дублин | 28:14         |
| XXX    | 2016 | Дублин Ребелс      | Белфаст Троянс         | 12:7          |
| XXXI   | 2017 | Дублин Ребелс      | Каррикфергус Найтс     | 12:6          |
| XXXII  | 2018 | Корк Эдмиралс      | Дублин Ребелс          | 18:6          |